# العلاقات التوفالية الطاجيكستانية
العلاقات التوفالية الطاجيكستانية هي العلاقات الثنائية التي تجمع بين توفالو وطاجيكستان.

## مقارنة بين البلدين
هذه مقارنة عامة ومرجعية للدولتين:
| وجه المقارنة                                              | توفالو                         | طاجيكستان                          |
| --------------------------------------------------------- | ------------------------------ | ---------------------------------- |
| المساحة (كم2)                                             | 26                             | 143.10 ألف                         |
| عدد السكان (نسمة)                                         | 11.19 ألف                      | 8.92 مليون                         |
| الكثافة السكانية (ن./كم²)                                 | 43.04 ألف                      | 62.33                              |
| العاصمة                                                   | فونافوتي                       | دوشنبه                             |
| اللغة الرسمية                                             | اللغة التوفالوية، لغة إنجليزية | اللغة الطاجيكية                    |
| العملة                                                    | دولار توفالو                   | ساماني طاجيكي، الروبل الطاجيكستاني |
| الناتج المحلي الإجمالي (بليون دولار)                      | 39.73 مليون                    | 7.15 مليار                         |
| الناتج المحلي الإجمالي (تعادل القوة الشرائية) بليون دولار | 38.93 مليون                    | 24.03 مليار                        |
| الناتج المحلي الإجمالي الاسمي للفرد دولار أمريكي          | 3.29 ألف                       | 925                                |
| الناتج المحلي الإجمالي للفرد دولار أمريكي                 | 3.77 ألف                       | 2.69 ألف                           |
| مؤشر التنمية البشرية                                      |                                | 0.624                              |
| رمز المكالمات الدولي                                      | +688                           | +992                               |
| رمز الإنترنت                                              | .tv                            | .tj                                |
| المنطقة الزمنية                                           | ت ع م+12:00                    | ت ع م+05:00                        |

## منظمات دولية مشتركة
يشترك البلدان في عضوية مجموعة من المنظمات الدولية، منها:
| علم المنظمة | اسم المنظمة                   | تاريخ انضمام توفالو | تاريخ انضمام طاجيكستان |
| ----------- | ----------------------------- | ------------------- | ---------------------- |
|             | مؤسسة التنمية الدولية         | 24 يونيو 2010       | 4 يونيو 1993           |
|             | منظمة حظر الأسلحة الكيميائية  | ?                   | ?                      |
|             | الأمم المتحدة                 | 5 سبتمبر 2000       | 2 مارس 1992            |
|             | الاتحاد الدولي للاتصالات      | 15 أغسطس 1996       | 28 أبريل 1994          |
|             | البنك الدولي للإنشاء والتعمير | 24 يونيو 2010       | 4 يونيو 1993           |
|             | الاتحاد البريدي العالمي       | ?                   | ?                      |
|             | بنك التنمية الآسيوي           | 1993                | 1998                   |
|             | يونسكو                        | 21 أكتوبر 1991      | 6 أبريل 1993           |